# Хиксон, Тейлор
Тейлор Делани Хиксон (англ. Taylor Delaney Hickson; род. 11 декабря 1997, Келоуна, Британская Колумбия) — канадская актриса и певица. Наиболее известна по роли Брианны Коупленд в телесериале «Последствия», а также по роли Петры в телесериале «Академия смерти».

## Биография
Родившаяся и выросшая в Канаде, Хиксон начала карьеру в возрасте двенадцати лет, пела вместе с отцом на сценах по всей Британской Колумбии. По мере того как её страсть к музыке углублялась, она начала писать свой собственный материал и окончила среднюю школу на год раньше, чтобы сосредоточиться на своей музыкальной карьере. Она занялась актёрским мастерством после того, как родственник уговорил её пойти на прослушивание в агентство в 16 лет. Как только Хиксон начала прослушивание, она получила роли прямо у ворот, одной из первых была роль в психологическом триллере «Идём со мной» с Энтони Хопкинсом, Рэем Лиоттой и Джулией Стайлз. За этим последовала главная роль в канадском инди-фильме «Охота на Пиньют», основанном на правдивой истории писателя/режиссёра Мартина Блю. С тех пор Хиксон работает без остановки.
Хотя актёрская игра и музыка — две из самых больших страстей Хиксон, она также занимается благотворительностью и активно поддерживает «Международную миссию справедливости» и «Освободить детей», обе из которых сосредоточены на спасении или предотвращении продажи детей в рабство и оказании помощи детям, живущим в крайней нищете. Хиксон принимала участие в продовольственной кампании, собирала средства для обеих организаций, а в старшей школе собрала достаточно денег, чтобы построить школу для детей из неблагополучных семей и обеспечить их школьными принадлежностями.

## Фильмография
| Год       |   | Русское название     | Оригинальное название  | Роль                      |
| --------- | - | -------------------- | ---------------------- | ------------------------- |
| 2015      | ф | Идём со мной         | Blackway               | Метамфетаминовая Девчонка |
| 2016      | ф | Дэдпул               | Deadpool               | Меган Орловский           |
| 2015      | ф |                      | Hunting Pignut         | Бернис «Строй» Килфой     |
| 2016      | ф | Последствия          | Aftermath              | Брианна Коупленд          |
| 2017      | ф | Осадок               | Residue                | Анджелина Хардинг         |
| 2017      | ф | Весь этот мир        | Everything, Everything | Кайра                     |
| 2018      | ф | Страна призраков     | Ghostland              | Юная Вера                 |
| 2018      | ф | Маленькие гиганты    | Giant Little Ones      | Наташа Коль               |
| 2018—2019 | с | Академия смерти      | Deadly Class           | Петра                     |
| 2020      | с | Родина: Форт Салем   | Motherland: Fort Salem | Раэль Коллар              |
| 2024      | ф | Как взломать экзамен | Bad Genius             | Грейс Симон               |

## Премии и номинации
| Год  | Награда                      | Категория                                | Работа            | Результат |
| ---- | ---------------------------- | ---------------------------------------- | ----------------- | --------- |
| 2016 | Whistler Film Festival Award | Восходящая звезда                        | Hunting Pignut    | Победа    |
| 2017 | Leo Awards                   | Лучшая главная женская роль в кинофильме | Hunting Pignut    | Номинация |
| 2019 | Leo Awards                   | Лучшая главная женская роль в кинофильме | Маленькие гиганты | Номинация |